# Margraviato de Baden-Hachberg

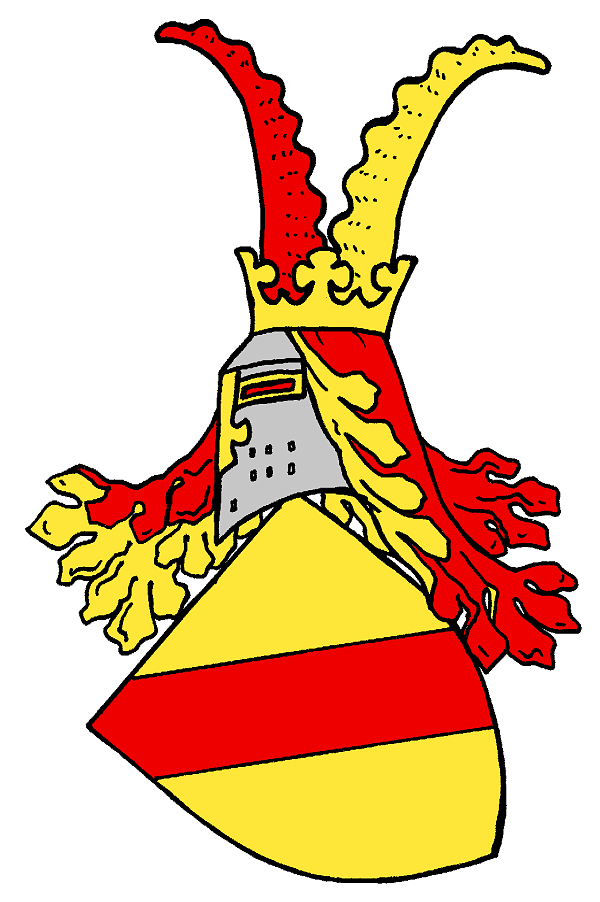
Armas de los Margraves de Baden-Hachberg

El Margraviato de Baden-Hachberg (en alemán: Markgrafschaft Baden-Hachberg) fue un territorio del Sacro Imperio Romano Germánico, en el valle del Alto Rin, que existió desde 1212 hasta 1415. Surgió de una división del antiguo Margraviato de Baden entre Enrique I y su hermano Germán V, Enrique obtendría este territorio mientras que Germán crearía el Margraviato de Baden-Baden.

## Historia

### Establecimiento (1212-1306)

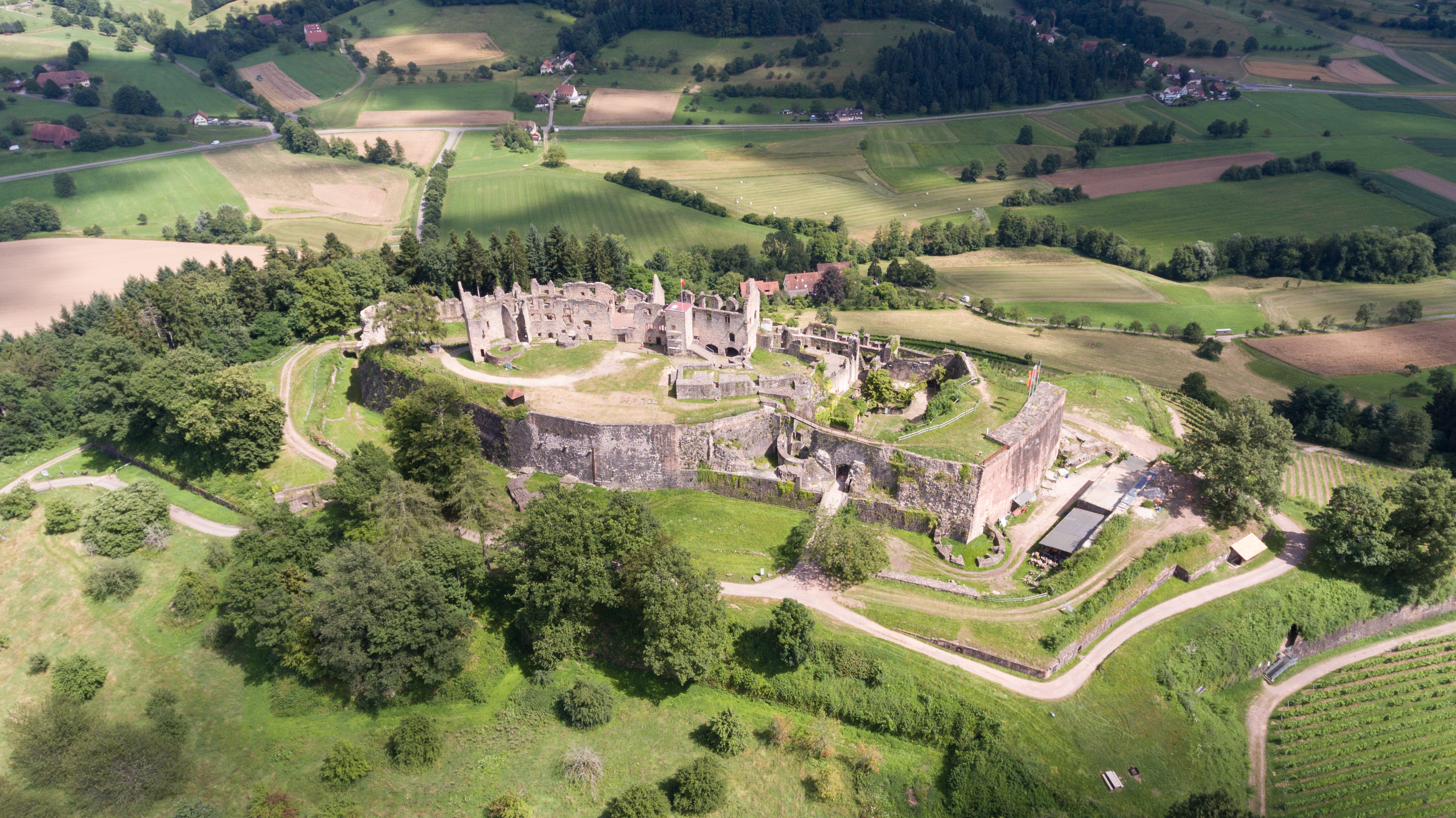
Fortaleza en Emmendingen

El margraviato nació alrededor de 1212 como una escisión del margraviato de Baden. Enrique I de Baden-Hachberg y su hermano Germán V de Baden-Baden se repartieron la herencia de su padre Germán IV de Baden, fallecido en 1190.
El castillo principal era la fortaleza en Hachberg, cerca de Emmendingen. Durante el siglo XIII, la línea Hachberg logró imponerse contra la competencia de los condes de Friburgo en la zona entre la Selva Negra y el Río Rin (Breisgau).

### Expansión, partición y final (1306-1415)

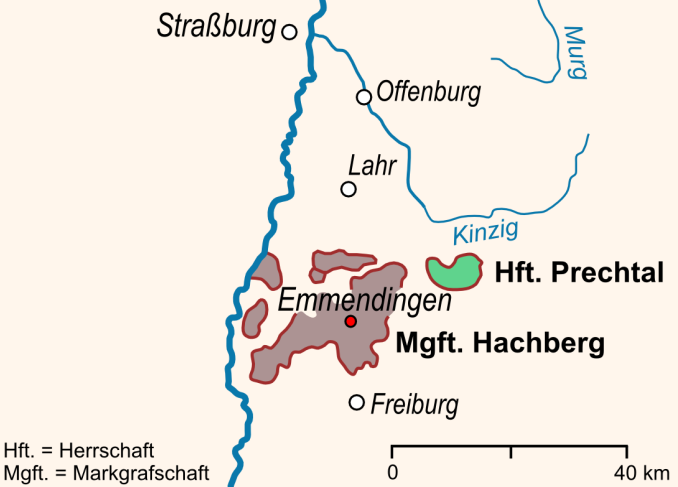
Ampliación del Margraviato de Baden-Hachberg hacia 1410. En verde se muestra al Señorío de Prechtal, que fue adquirida en 1409 y era un condominio con la familia Fürstenberg.

En 1306, el tercer margrave de Hachberg, Enrique III. (1290-1330) y su hermano Rodolfo I (1290-1313) se repartieron la herencia, como resultado directo de lo cual Hachberg y la ciudad de Emmendingen fueron transferidos a Heinrich. Entre 1390 y 1409 hubo un conflicto con los condes de Fürstenberg por el gobierno de Prechtal, que luego se resolvió con la creación de un condominio .
Rodolfo recibió el gobierno de Sausenberg con la nueva sede, Sausenburg, y con ella la bailía sobre los prebostes de Bürgeln, Sitzenkirch y Weitenau del monasterio de St. Blas. En 1315 el gobierno de Rötteln pasó a manos de los margraves de Hachberg-Sausenberg y en 1444 el gobierno de Badenweiler.
El margraviato con sede en Hachberg existió hasta 1415, cuando el margrave Otón II de Hachberg vendió el castillo y el gobierno de Hachberg a su primo lejano, el margrave Bernardo I de Baden, después de que el ramal Hachberg-Sausenberg no aceptara la oferta de venta. Con la muerte de Otón II en 1418, la línea Hachberg-Hachberg se extinguió.
Mientras que el margraviato de Baden-Hachberg llegó a su fin en 1415, el margraviato de Hachberg-Sausenberg al sur sólo revirtió a la línea principal en la persona de Cristóbal I de Baden en 1503 (“Röttelsche Gemächte”).

### División del territorio antiguo de Baden-Hachberg.(1584-1590)
De 1584 a 1590 hubo una nueva división del Margraviato de Baden-Hachberg, cuando Jacobo III, desde la línea Baden-Durlach, el área fue asignada a sus hermanos Ernesto Federico y Jorge Federico cuando el país estaba dividido.

## Escudo de Armas

Lista de Escudos de Armas que ha tenido Baden-Hachberg
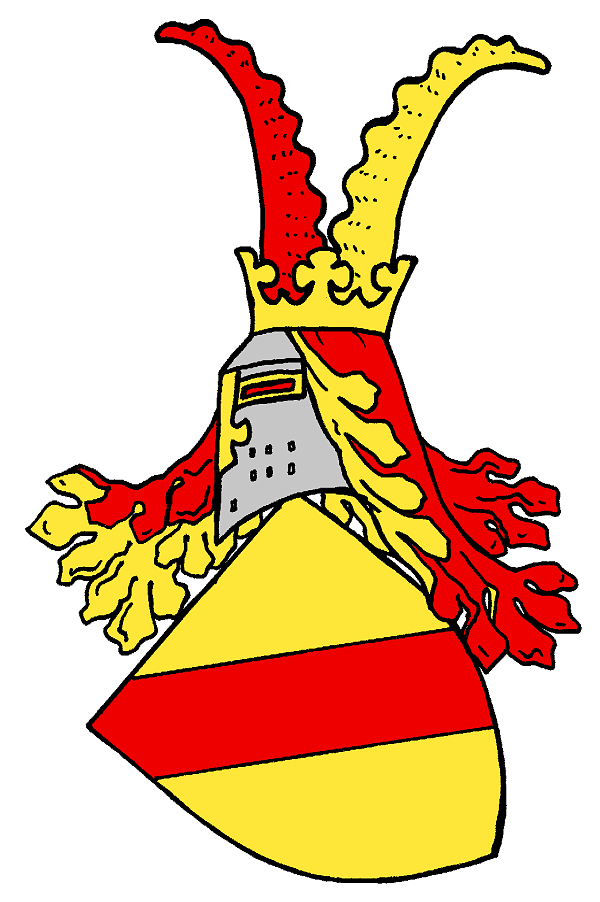
Escudo de Armas de la familia de Baden-Hachberg.
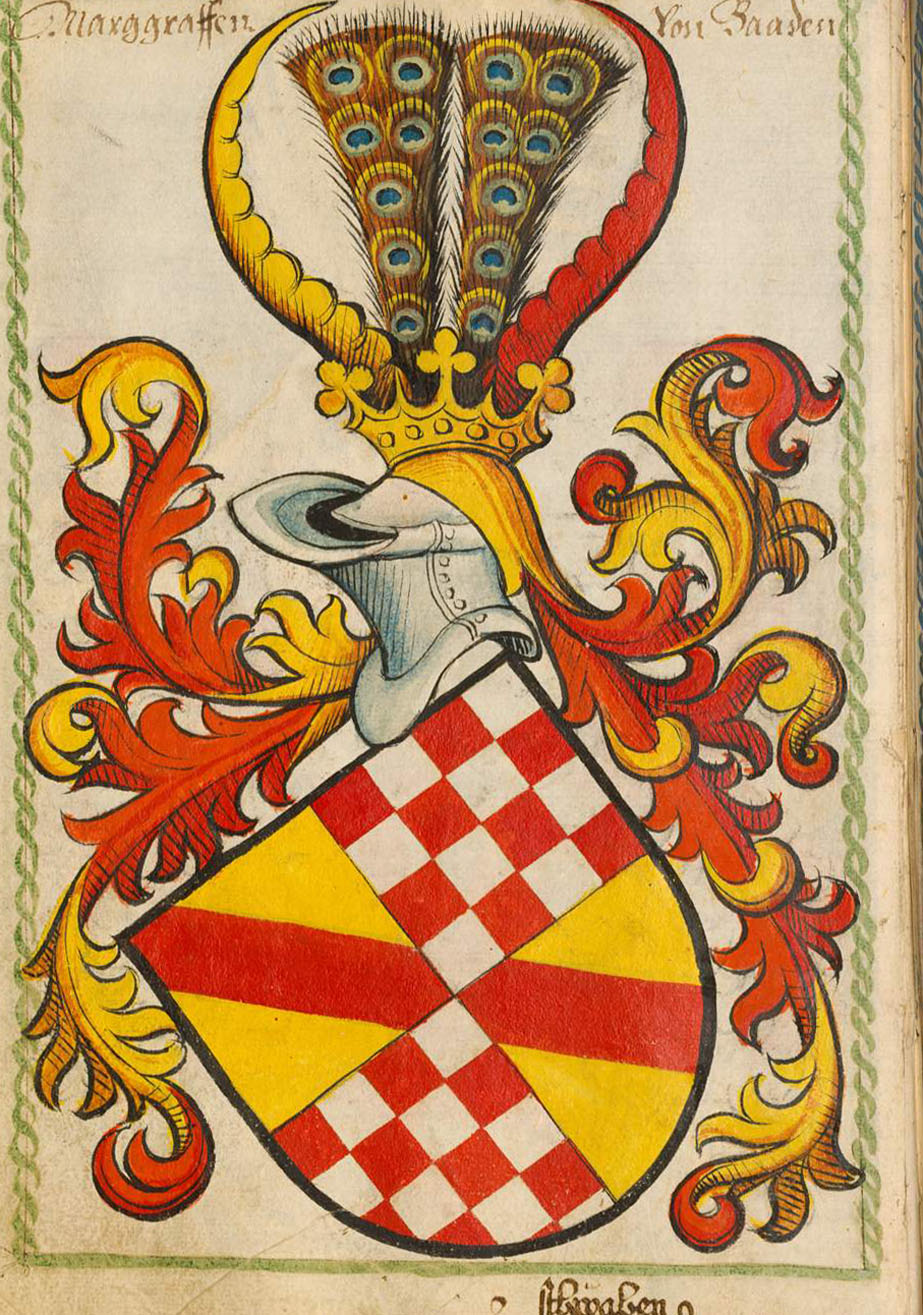
Armas combinadas de Baden-Hachberg y Sponheim
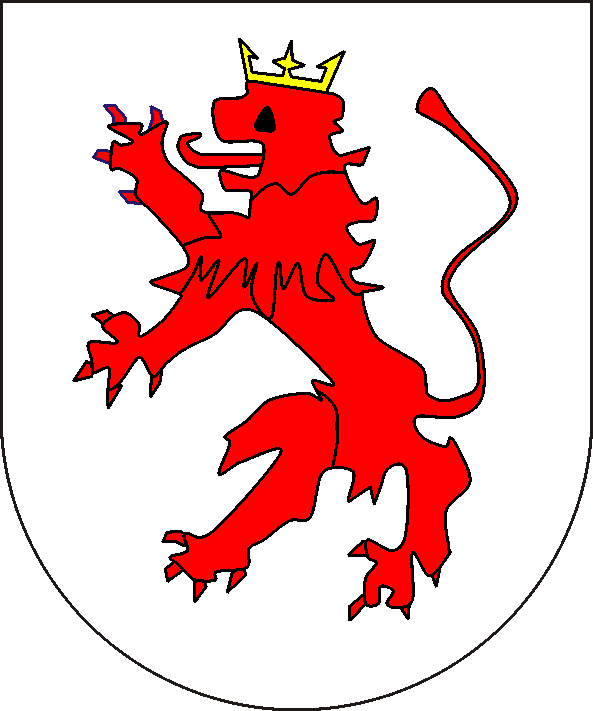
Armas del supuesto "león de Brisgovia", símbolo de Baden-Hachberg

El escudo de armas de los margraves de Baden-Hachberg correspondía al escudo de armas de la Casa de Baden, sin embargo, a diferencia de la línea principal, que inicialmente usaba cuernos de búfalo con ramas de tilo como Timbre, se llevaba con cuernos de cabra montés como adorno de casco.
Sin embargo, la combinación del escudo de armas de la familia Baden con el escudo de armas del Condado de Sponheim, que Jacobo I de Baden utilizó a partir de 1444, también se considera el escudo de armas de Hachberg.
Además, a partir del margrave Ernesto I de Baden-Durlach se utilizó como símbolo el “León de Breisgau”, en realidad el sello del Franco Condado de Borgoña, que erróneamente se pensó que era el escudo de armas de la familia Zähringer. para el Margraviato de Hachberg, por ejemplo, en gran escala escudo de armas del Gran Ducado de Baden hasta 1830.

## Margraves de Baden-Hachberg

### Primera creación (1212-1415)
- Enrique I (1212-1231)
- Enrique II (1232-1290)
- Enrique III (1290-1330) permite la creación de una nueva línea lateral en Baden-Hachberg-Sausenberg
- Enrique IV (1330-1369)
- Otón I (1369-1386), muerto en la batalla de Sempach contra los suizos.
- Juan I (1386–1409) junto con...
  - Hesso (1386-1410), gobernó conjuntamente con Juan I
- Otón II (1410-1415)

### Segunda creación (1577-1591)
- 1577-1590: Jacobo III
- 1590-1591: Ernesto Jacobo I

## Nota
1. ↑  A veces es nombrado como Baden-Höchberg